# Sokratisches Gespräch
Das (Neo-)Sokratische Gespräch ist eine ursprünglich philosophische Unterrichtsmethode, die zu eigenverantwortlichem Denken, Reflexion und Selbstbesinnung anleitet. Sokratische Gespräche gehen auf die Philosophen und Lehrer Leonard Nelson (1882–1927) und Gustav Heckmann (1898–1996) zurück und unterscheiden sich von der Sokratischen Methode unter anderem darin, dass sie nicht dialogisch, sondern als moderierte Gruppengespräche stattfinden, wobei der Moderator sich jedweder Meinungsäußerung zum Gesprächsgegenstand enthält und auch nicht manipulativ fragt. Als Gesprächsmethode werden sie heute auch in der Aus- und Weiterbildung von Fach- und Führungskräften in Seminaren und Workshops angeboten, um z. B. zu untersuchen, was die Prinzipien von Führung und Management sind.

## Methode
Ausgehend von konkreten Erfahrungen der Gesprächsteilnehmer wird in klar definierten Abstraktionsschritten eine Begriffsdefinition, die Lösung einer Frage oder eine Entscheidung gesucht, die im Konsens aller getroffen wird.
Hartmut Spiegel fasst – mit Blick auf Mathematikunterricht und Mathematiklehrerausbildung – Nelsons Ansatz für das Sokratische Gespräch einer Kleingruppe in die folgenden einfachen Regeln zusammen:
- Sprich klar und kurz und versuche Dich allen Teilnehmern verständlich zu machen!
- Halte an der gerade erörterten Frage fest und schweife nicht ab!
- Nimm jede Äußerung jedes anderen Teilnehmers in gleicher Weise ernst!
- Prüfe Äußerungen anderer Teilnehmer daraufhin, ob Du sie vollständig aufgefasst und verstanden hast und sie auf den Gang der Argumentation beziehen kannst!
- Sprich vorhandene Fragen und Zweifel aus, aber spiele nicht den Advocatus Diaboli!
- Arbeite auf einen Konsens hin!

Der Leiter soll darauf achten, dass
- die Teilnehmer die Regeln einhalten,
- sie sich untereinander wirklich verstehen,
- sie an der gerade erörterten Frage festhalten,
- fruchtbare Ansätze nicht verloren gehen.

Besonders wichtig ist, dass der Leiter die Teilnehmer auf ihr eigenes Urteilsvermögen verweist, indem er seine eigene Meinung über die erörterte Sache nicht zu erkennen gibt.
In diesem letzten Punkt geht Nelson ganz entscheidend über Sokrates hinaus: der Leiter soll keine Fragen stellen, die ein Urteil enthalten oder seinen eigenen Standpunkt verraten, denn dadurch würde er dem eigenen Urteil der Teilnehmer durch Anbieten eines Vorurteils zuvorkommen.
Das sokratische Gespräch ist die überwiegend praktizierte Unterrichtsform an den Law Schools, den rechtswissenschaftlichen Fakultäten der US-amerikanischen Hochschulen.
Vom Sokratischen Gespräch zu unterscheiden ist der Sokratische Dialog als Fragetechnik, derer sich Psychotherapeuten, Lebensberater und Seelsorger bedienen, wenn es im therapeutisch-beratenden Gespräch um Begriffsklärung und Entscheidungsfindung geht. Platons Sokrates beschrieb diesen Dialog als Prozess des kritischen Hinterfragens von Argumenten und nennt ihn auch Mäeutik, also Hebammenkunst: Der Leiter Sokratischer Dialoge hilft seinen Dialogpartnern, ihre Ideen und Gedanken zu „gebären“. So sollen Strukturen und Verhaltensmuster sichtbar, das eigene Denken und Handeln verstehbar und damit auch veränderbar werden.